# Carmen Natalia Martínez Bonilla
Carmen Natalia Martínez Bonilla (San Pedro de Macorís, República Dominicana, 19 de abril de 1917-Santo Domingo, 6 de enero de 1976) fue escritora, periodista, poetisa romántica, líder feminista, protectora de los derechos de los dominicanos.
En su poesía se percibe dolor, soledad y angustia. Enfrentó la tiranía trujillista y defendió los derechos civiles y políticos de todas las ciudadanas del mundo. Firmó sus trabajos literarios con sus nombres de pila, sin utilizar sus apellidos. Enfrentó, denunció y pregonando públicamente y en la clandestinidad, las barbaridades del régimen.

## Historia
Carmen Natalia Martínez Bonilla nació en San Pedro de Macorís el 19 de abril de 1917.
Estudió en la Escuela Salomé Ureña. Completó algunos cursos en la Universidad de Santo Domingo, antiguo nombre de la hoy Universidad Autónoma de Santo Domingo. 
Colaboró con los periódicos y revistas de Santo Domingo “La Opinión”, “Listín Diario”, “Analectas”, “La Poesía Sorprendida”, “El Caribe”, entre otros.
Martínez Bonilla formó parte de la Juventud Democrática, movimiento político que intentó reivindicar el pensamiento de Duarte, lo que determina que en el 1946, hiciera estremecer el gobierno tiránico de Trujillo.
En 1950 salió exiliada hacia Puerto Rico, debido a las persecuciones políticas a que fue sometida por el gobierno del entonces dictador Rafael Leónidas Trujillo Molina por su postura contra el régimen despótico.
En Puerto Rico fue directora de la revista Ventanas y escribió gran parte de sus obras, lo que le permitió proyectarse  en ese país, escribiendo poemas fundamentales de literatura dominicana como la Oda al soldado inminente, que junto a otras de sus obras fueron presentadas por la radio y la televisión puertorriqueña.
Siguió su lucha desde el exilio cuando toda la familia al marcharse ahogada, acosada, perseguida por la dictadura. A sus luchas políticas agregó la expresión precoz de sus múltiples inquietudes literarias y artísticas, de su sensibilidad social, humana.
Luego de la muerte del tirano Carmen Natalia Martínez Bonilla regresa al país, fatalmente disminuida por la enfermedad que al cabo de cierto tiempo se la llevaría a la tumba. Fue nombrada Embajadora Alterna  en las Naciones Unidas y posteriormente Representante Alterna en el Consejo de la OEA Presidenta de la Comisión Interamericana de Mujeres (CIM) de la OE y delegada de la República Dominicana en la Junta Directiva de UNICEF. Fue la representante del país en congresos sobre liderazgo y capacitación femenina en diversos países de Latinoamérica, como Colombia, Perú y Brasil.

## Reconocimientos
- En agosto de 2015 el presidente de la República Dominicana, Danilo Medina, inauguró, en la ciudad de San Pedro de Macorís la escuela básica Carmen Natalia Martínez Bonilla.[8]
- En 2017 la escritora Chiqui Vicioso ofreció la conferencia “De la soledad al compromiso”, en la que compartió con el público una descripción a profundidad de la vida y obra de la poetisa y dramaturga dominicana destacada en Puerto Rico Carmen Natalia Martínez Bonilla.en el marco de la Feria Internacional del Libro[9]
- El 30 de mayo de 2017, el recinto en Puerto Plata de la Universidad Tecnológica de Santiago (UTESA), República Dominicana, realizó un acto conmemorativo del Día de la Libertad, resaltando  el valor de la resistencia literaria, los movimientos sociales y de las expediciones suscitadas para abatir la dictadura de Trujillo y devolver la libertad al pueblo dominicano. En el evento se resitaron poemas de Carmen Natalia Martínez Bonilla y se exhibió una estatua viviente de ella.[10]
- En febrero de 2018 se puso en circulación el libro: “Carmen Natalia Martínez Bonilla: Dictadura, Literatura y Resistencia”, de la autoría de Yury Parra, historiadora, maestra y teatrista dominicana.[11]

Falleció en Santo Domingo Murió el 6 de enero de 1976.

## Obra
- El hombre tras las rejas: Es un extenso monólogo donde plasma lo desgarrador del gobierno del sátrapa dictador al que combatió con tesón.
- Llanto sin término por el hijo nunca  llegado: extenso poema: Le mereció un primer premio del Ateneo de Puerto Rico en el 1959.[12]
- Alma adentro (poesía).
- Adaptaciones de la Cenicienta y la Bella Durmiente ( Teatro infantil).
- El milagro de la Epifanía.
- Estampas de la vida de María.
- Ha caído un anillo al mar.
- El retorno de la reina Mab.
- Luna Gitana
- Monólogo tras las rejas ( Monologo)
- La Victoria ( Novela)
- Cristóbal ( Novela)